# تسلا (گروه موسیقی)
تسلا (به انگلیسی: Tesla) نام یک گروه هوی متال و هارد راک دهه ۸۰ میلادی است.
این گروه آمریکایی در سال ۱۹۸۴ در سکرمنتو تأسیس و مهمترین ترانه آنان آهنگ Love Song بود.